# Мехиа Годой, Луис Энрике
Луис Энрике Мехиа Годой (исп. Luis Enrique Mejía Godoy, род. 19 февраля 1945, Сомото) — популярный никарагуанский музыкант, композитор и певец. Происходит из музыкальной семьи и его брат Карлоса Мехиа Годоя также является известным музыкантом. Активно участвовал в сандинистском фронте национального освобождения в период, когда тот был в рядах правительства (1979—1990 годы). Его работы имеют серьёзное социальное содержание и занимают важное место в истории музыки Никарагуа. Все свои композиции пишет на испанском языке.

## Биография
Луис Энрике Мехиа Годой родился в Сомото, Мадрис в Никарагуа, 19 февраля 1945 года. Его отцом был Карлос Мехиа Фахардо, известный музыкант и создатель маримбы, а матерью — Мария Эльза Годой, школьная учительница и хлебопекарь. Его брат Карлос Мехия Годой на три года старше него и также является известным музыкантом.

## Дискография

### Сольные работы
- Hilachas de Sol (CBS) Коста-Рика, 1970.
- Este es mi Pueblo (CBS) Коста-Рика, 1972.
- Para Luchar y Quererte (CBS) Коста-Рика, 1975
- La Libertad en cada Calle (CIGARRON) Венесуэла, 1978
- Canto a mi Pueblo en Lucha (SEGOVIA) Сан-Франциско, Калифорния, США, 1978.
- Amando en Tiempos de Guerra (CBS) Коста-Рика, 1979.
- La Revolución (CBS) Коста-Рика, 1980.
- Un Son para mi Pueblo (ENIGRAC) Никарагуа, 1981.
- Luis E. y Mancotal en Holanda (KKLA) Голландия.
- Yo soy de un Pueblo Sencillo (ENIGRAC) Никарагуа, 1983.
- A Pesar de Usted (ENIGRAC) Никарагуа, 1985.
- Nicarafricanico (PENTAGRAMA) Мексика, 1988.
- Razones para Vivir (SONY MUSIC) Коста-Рика, 1993.
- Trovador Errante (NICARIB) Никарагуа, 1997.
- Luis E. Mejía Godoy (Diez años) (SONY MUSIC) Коста-Рика (антология) 1995.
- Astillas del mismo Canto Vol.I (NICARIB) Никарагуа (антология) 1994.
- Astillas del mismo Canto Vol.II (NICARIB) Никарагуа (антология) 1997.

### C коллективами
- Guitarra Armada (Con Carlos Mejía Godoy) Pentagrama, Мексика, 1979.
- Эпические песни (Con Carlos Mejía Godoy) Pentagrama, Мексика, 1981.
- Фестиваль новой песни, Мексика, 1981 (Tania Libertad, A. Ochoa y otros).
- Фестиваль в защиту мира, Манагуа, 1983 (Mercedes Sosa, Silvio Rodríguez, Chico Buarque y otros).
- Festival de la Nueva Canción, Эквадор, 1983 (Varios artistas).
- Festival por la Paz Oloff Palme, Коста-Рика, 1986 (Varios Artistas).
- Тур по Греции, Голландии, Бельгии (Adrián Goizueta, Amparo Ochoa, otros), 1988.
- Африкано-карибская музыка (PENTAGRAMA) Мексика, 1990.
- Тур по Голландии (Roy Brown y Teresa Parodi), 1991.